# Liste der Gemeinden im Piemont

## Provinz  Alessandria
- siehe Liste der Gemeinden in der Provinz  Alessandria

## Provinz Asti
- siehe Liste der Gemeinden in der Provinz Asti

## Provinz Biella
- siehe Liste der Gemeinden in der Provinz Biella

## Provinz Cuneo
- siehe Liste der Gemeinden in der Provinz Cuneo

## Provinz Novara
- siehe Liste der Gemeinden in der Provinz Novara

## Metropolitanstadt Turin
- siehe Liste der Gemeinden in der Metropolitanstadt Turin

## Provinz Verbano-Cusio-Ossola
- siehe Liste der Gemeinden in der Provinz Verbano-Cusio-Ossola

## Provinz Vercelli
- siehe Liste der Gemeinden in der Provinz Vercelli